# Дом Клуга
Дом Клуга (дом с атлантами и кариатидами) — бывший доходный дом на улице Саксаганского, 96, в Киеве.
По определению исследователей, здание — яркое архитектурное произведение эпохи историзма. Отделка фасада сочными архитектурными и скульптурными деталями делает сооружение настоящим украшением в застройке улицы.
Внесен в реестр памятников архитектуры и градостроительства местного значения.

## История

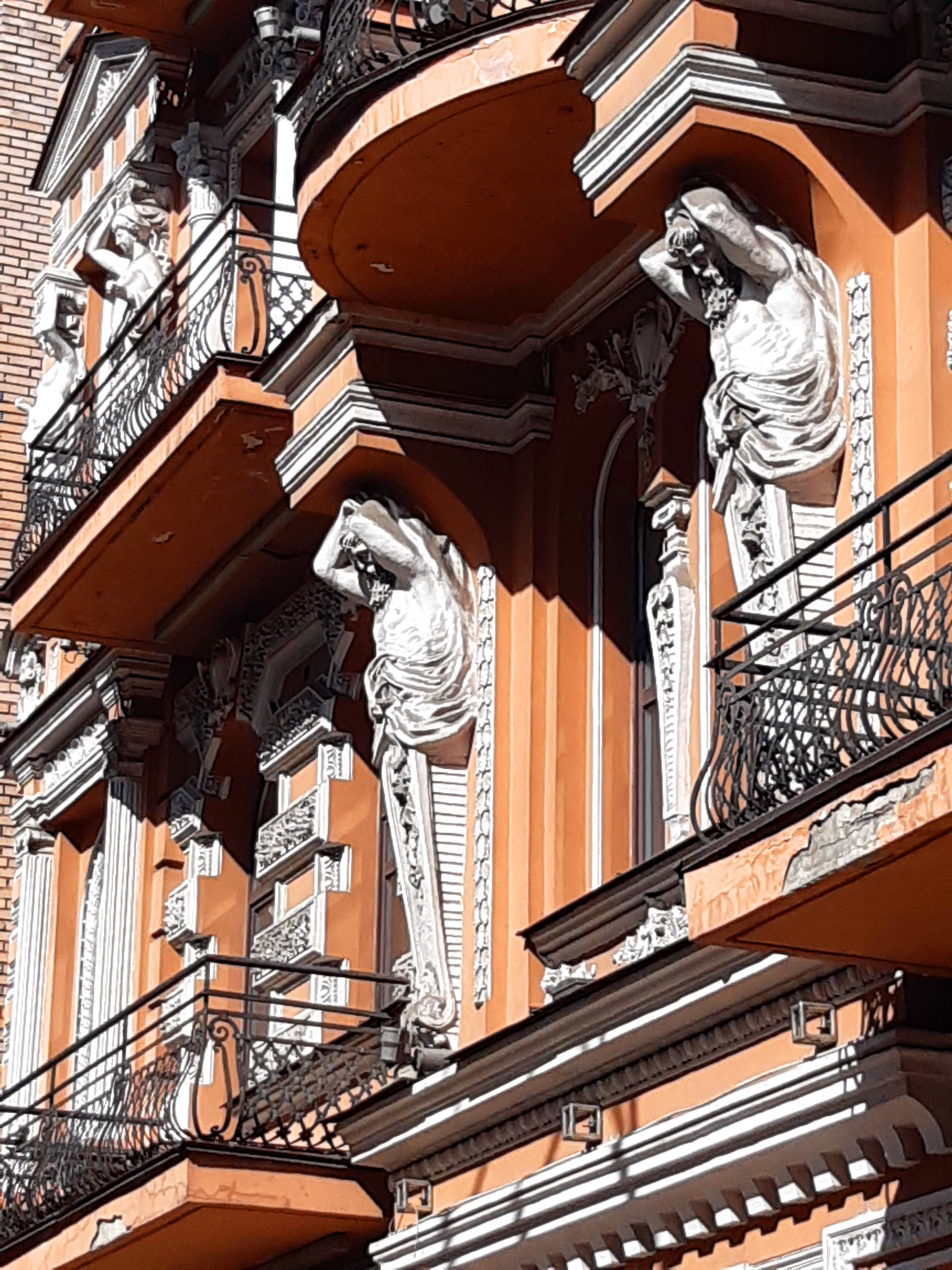
Атланты

В 1898—1899 годах техник-строитель Мартин Клуг по собственному проекту построил для себя доходный дом.
В 1902 году в квартире № 29 проживал Сергей Бердяев, общественный деятель, поэт, прозаик, литературный критик, переводчик-полиглот, театральный обозреватель, журналист, брат философа Николая Бердяева, двоюродный брат ученого и политического деятеля Сергея Подолинского.
В 1910—1917 годах в доме жил Тимофей Лоначевский-Петруняка, профессор, врач-фармацевт, химик, заведующий кафедрой фармации и фармакогнозии медицинского факультета Киевского университета.

## Архитектура
Украшен в стиле историзма с элементами французского ренессанса.
Четырехэтажный кирпичный, оштукатуренный, Г-образный в плане дом расположен на красной линии. Сооружение имеет мансардные этаж и крышу, плоские железобетонные перекрытия. На каждом этаже находится по две квартиры.
Главный фасад, кроме первого этажа, решен симметрично. На правом фланге — проезд во двор и вход в лестничную клетку, освещаемую верхним светом.
Центральная ось фасада акцентирована колоннами композитного ордера. Их базы поддерживают атланты. Между колоннами на третьем этаже размещен полукруглый балкон с первоначальной ажурной решеткой в виде корзины. Полуциркульная декоративная арка над верхними окнами опирается на кариатиды. Симметрия фасада подчеркивается двумя вертикальными рядами балконов. Боковые оконные и дверные проемы отделаны наличником, рустом-брекчией и кариатидами. Второй этаж отделан полуколоннами ионического ордера, третий — полуколоннами композитного ордера, четвертый — филенчатыми пилястрами.
Первый этаж оформлен в виде своеобразного рустованного подиума. Дом пышно декорирован лепным растительным орнаментом, картушами и волютами. Фасад увенчан фризом и карнизной плитой. Обрамления окон мансардных помещений решены в виде отдельных киосков с криволинейными и лучковыми сандриками. Первоначально центральная ось завершалась башенкой-макушкой, которая была утрачена. Частично сохранена отделка интерьеров, в частности опоясан лавровыми листьями меандровий фриз в вестибюле.

## Галерея

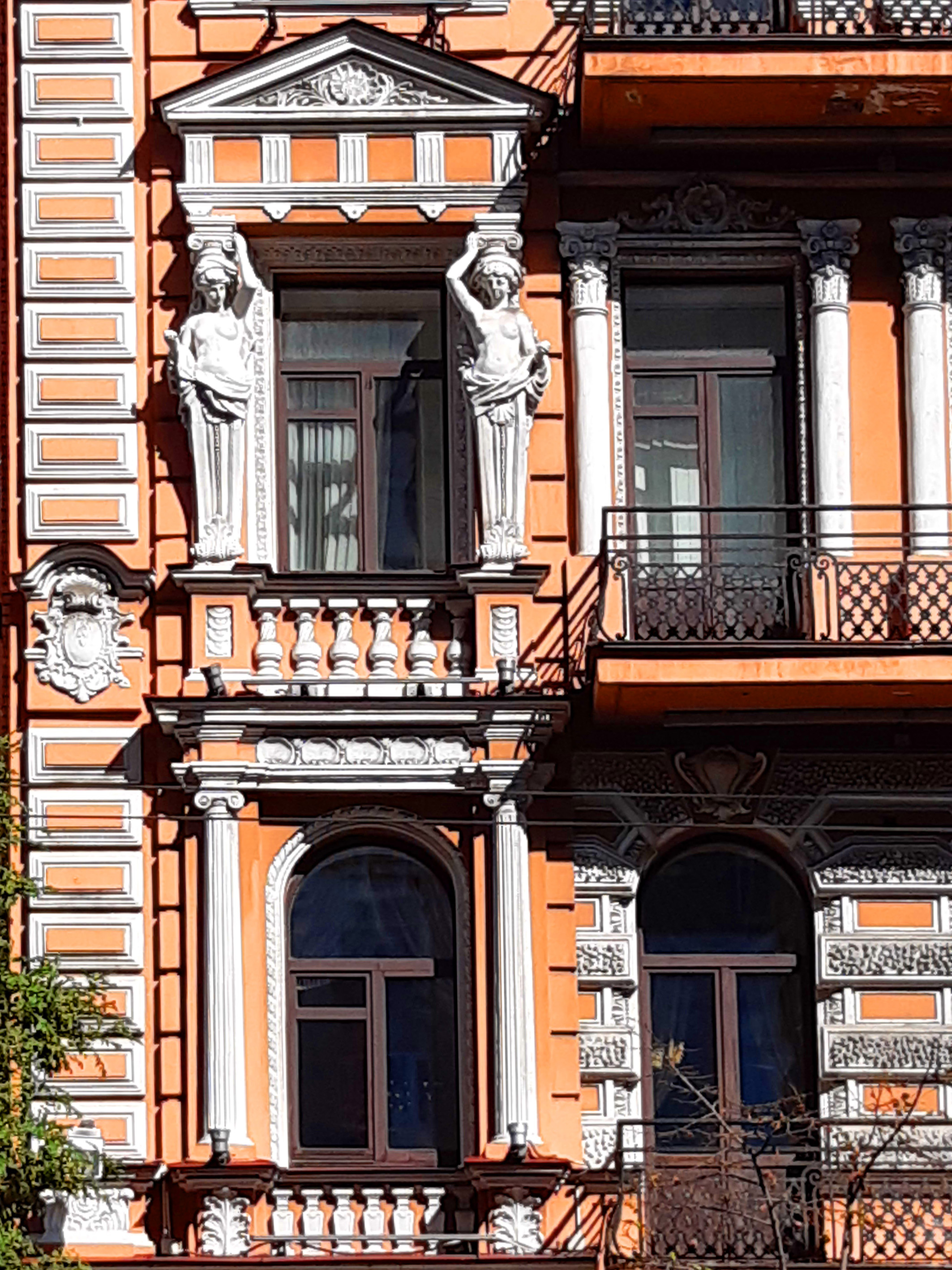
Кариатиды (левый фланг дома)
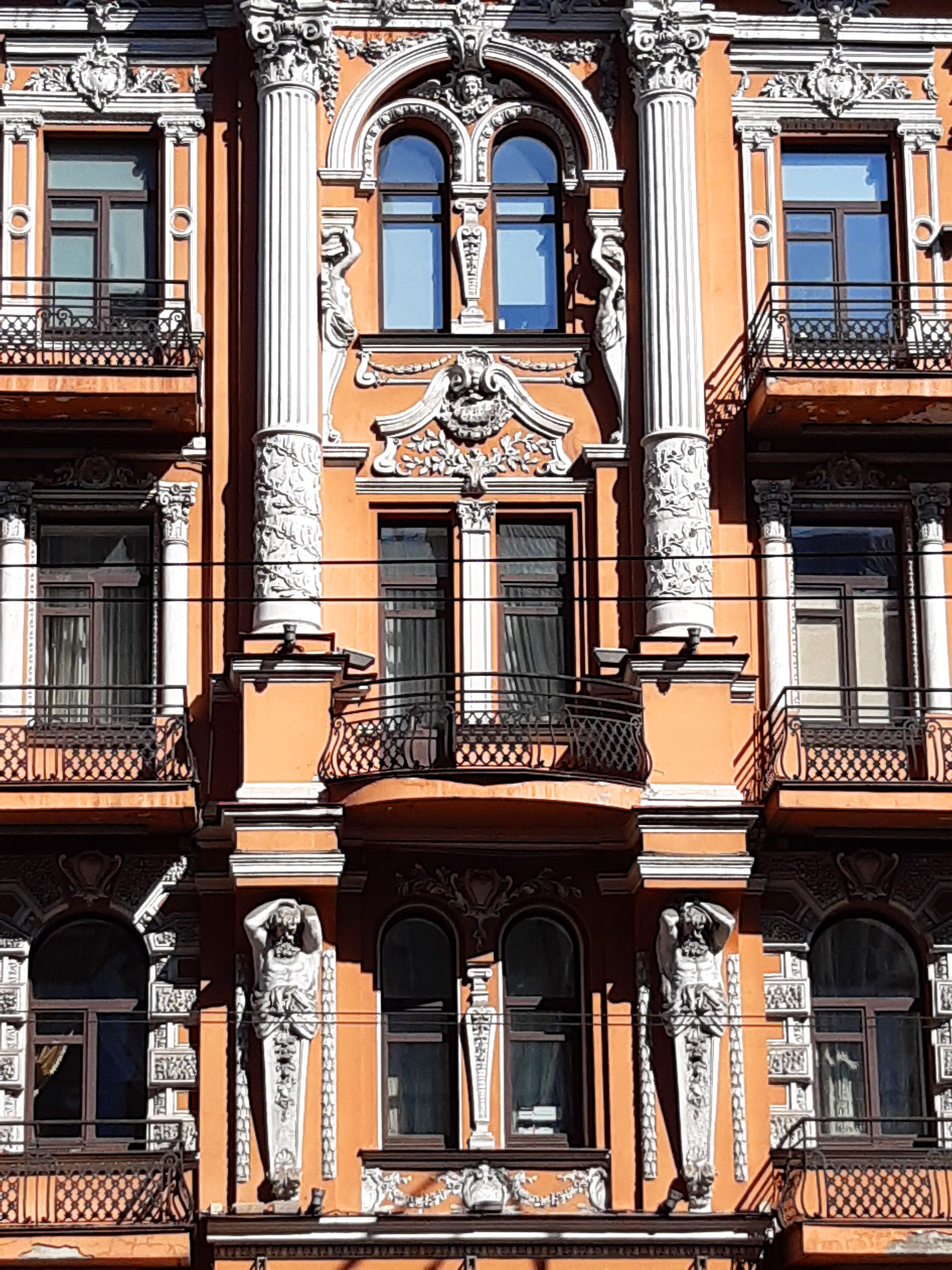
Колонны композитного ордера, атланты, кариатиды (фасад)
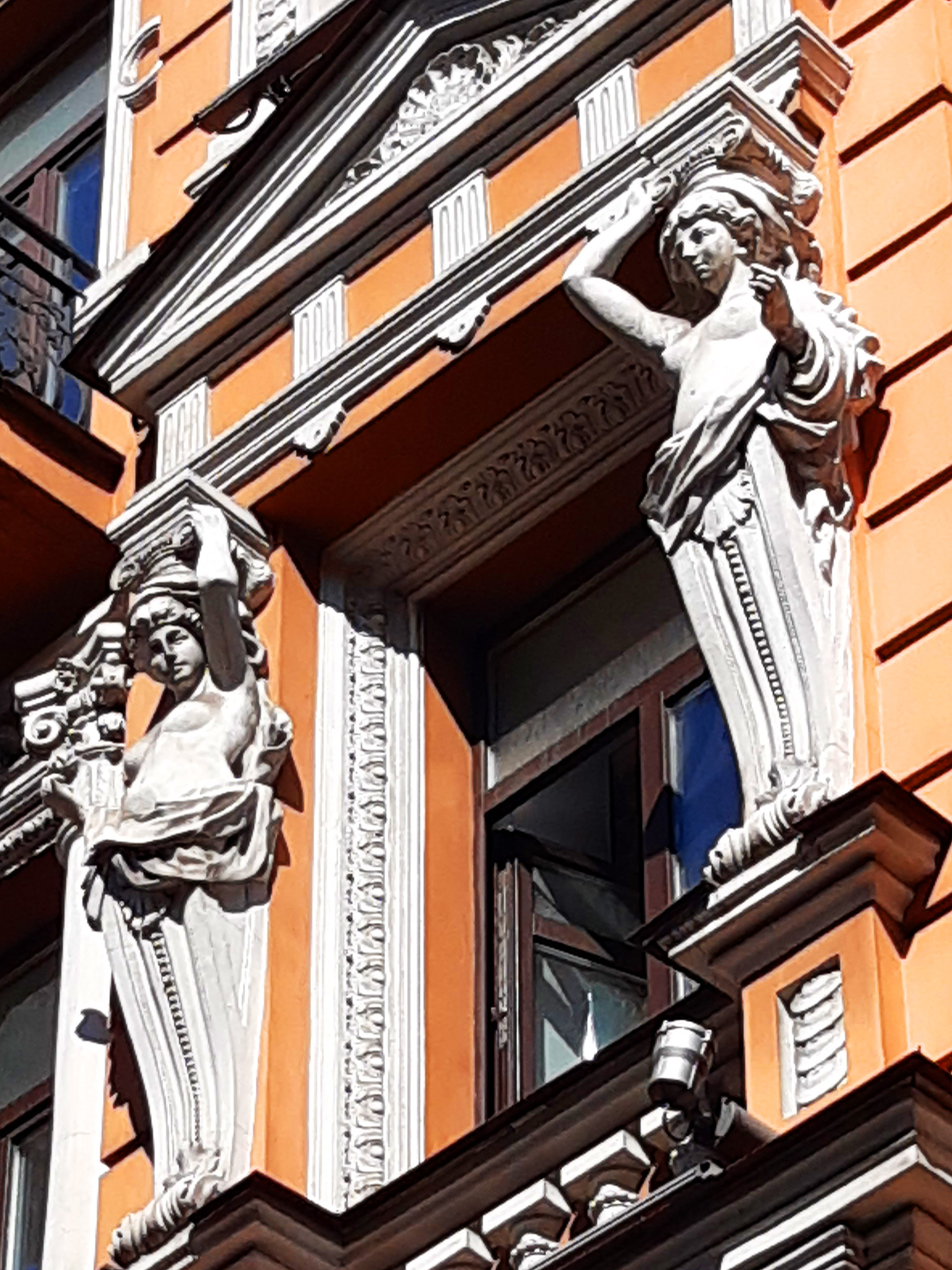
Кариатиды (правый фланг дома)